# Kirchenkreis Niederberg
Der Kirchenkreis Niederberg ist einer der 37 Kirchenkreise der Evangelischen Kirche im Rheinland. Sitz der Superintendentur des Kirchenkreises ist Velbert.

## Geschichte
Der Kirchenkreis Niederberg entstand im Mai 1878 durch Teilung des Kirchenkreises Elberfeld. Die im damaligen preußischen Landkreis Mettmann liegenden Kirchengemeinden Sonnborn, Gruiten, Schöller, Düssel, Wülfrath, Velbert reformiert, Velbert lutherisch, Heiligenhaus, Langenberg, Neviges und Dönberg schieden aus der Kreissynode Elberfeld aus und bildeten fortan die Niederbergische Kreissynode. Sonnborn und die 1886 davon ausgegliederte Kirchengemeinde Vohwinkel kehrten nach der Eingemeindung nach Wuppertal 1929 in den Kirchenkreis Elberfeld zurück.

## Gliederung
Der Kirchenkreis Niederberg ist heute ein Zusammenschluss von zehn Gemeinden, in denen zum 1. Januar 2021 40.500 Gemeindeglieder (= 28,7 % der Bevölkerung) lebten:
- Dönberg
- Düssel
- Gruiten-Schöller
- Heiligenhaus
- Langenberg
- Neviges
- Tönisheide
- Velbert
- Velbert-Dalbecksbaum
- Wülfrath

Im Kirchenkreis gibt es 19 Gemeinde- und acht Funktionspfarrstellen.

## Leitung
Oberstes Organ des Kirchenkreises ist die Kreissynode, die in der Regel zweimal im Jahr tagt. Zwischen den Tagungen der Kreissynode wird der Kirchenkreis vom Kreissynodalvorstand (KSV) geleitet. Dem Kreissynodalvorstand wie auch der Kreissynode sitzt der Superintendent vor, der jeweils für acht Jahre von der Kreissynode gewählt wird. Superintendent ist seit Dezember 2023 Pfarrer Wolfhard Günther.